# Rio Chişag (Cormoş)
O Rio Chişag (Cormoş) é um rio da Romênia, afluente do Cormoş, localizado no distrito de Covasna.